# Høm Sogn
Høm Sogn er et sogn i Ringsted-Sorø Provsti (Roskilde Stift).
I 1800-tallet var Høm Sogn anneks til Vetterslev Sogn. Begge sogne hørte til Ringsted Herred i Sorø Amt. Vetterslev-Høm sognekommune blev ved kommunalreformen i 1970 indlemmet i Ringsted Kommune.
I Høm Sogn ligger Høm Kirke.
I sognet findes følgende autoriserede stednavne:
- Ditlevshøj (bebyggelse)
- Ellehøjshuse (bebyggelse)
- Høm (bebyggelse, ejerlav)
- Hømgård (landbrugsejendom)
- Lille Høm (bebyggelse)
- Togehøj (bebyggelse)
- Østergade (bebyggelse)